# Pnina Rosenblum

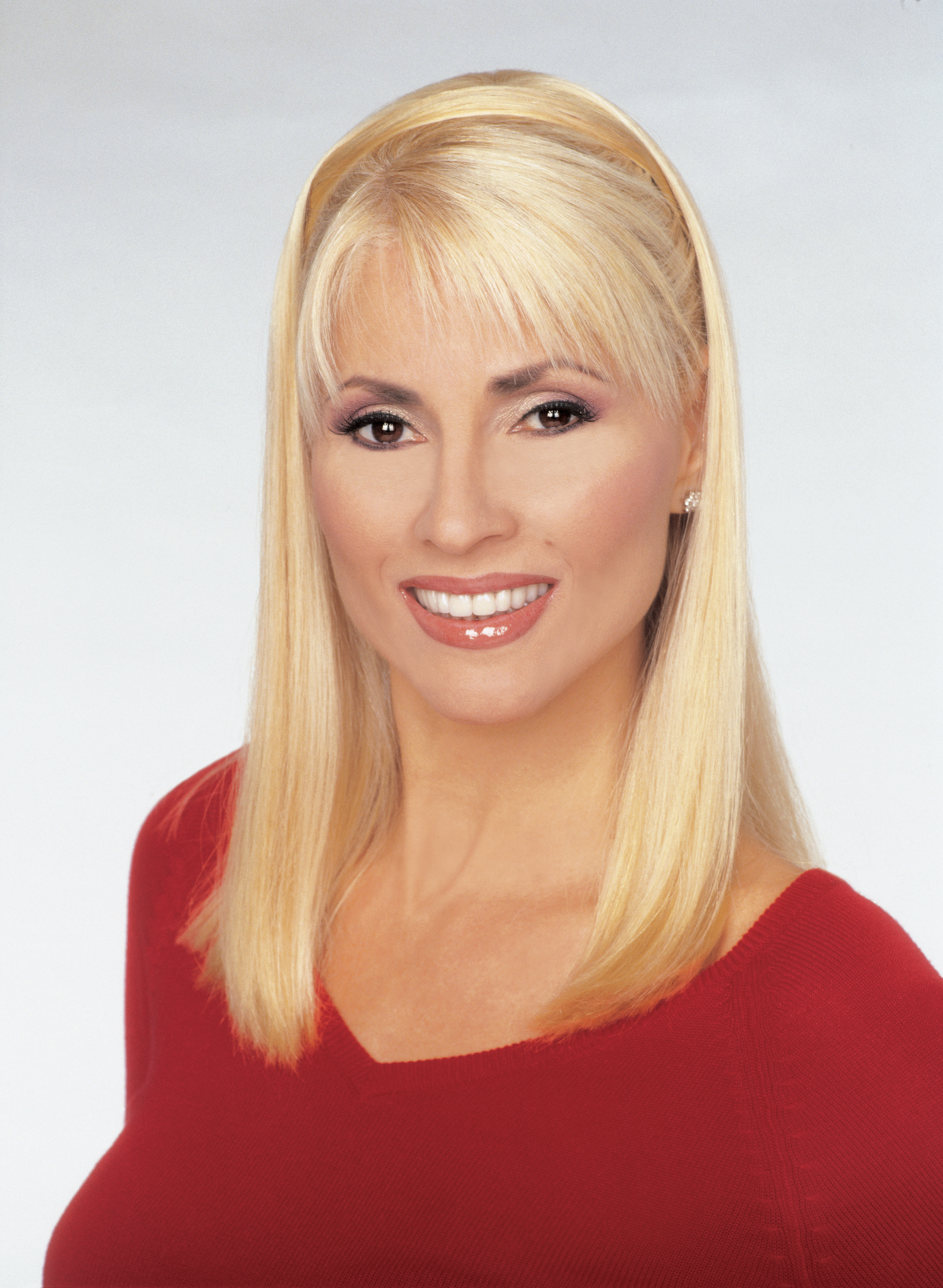
Pnina Rosenblum (2006)

Pnina Rosenblum (hebräisch פנינה רוזנבלום; * 30. Dezember 1954 in Petach Tikwa) ist eine israelische Sängerin, Model, Schauspielerin, Politikerin und Unternehmerin.

## Werdegang
Geboren und aufgewachsen in Petah Tikva, hat sie sowohl aschkenasische (deutsche) als auch sephardische (irakische) Vorfahren. Nach der Schule betätigte sie sich zunächst als Model und Sängerin und trat in Filmen als Schauspielerin, teilweise unter dem Künstlernamen „Pnina Golan“ auf.
Bei den israelischen Vorausscheidungen zum Eurovision Song Contest 1983 nahm sie mit dem Lied „Tamid Isha“ (Immer eine Frau) teil. 1989 gründete sie ihre eigene Firma für kosmetische Produkte „Pina Rosenblum Ltd.“ Ihre politische Karriere begann im Jahre 1999. Damals gründete sie zusammen mit Avi Balashnikov die politische Partei „Tnufa“ und trat mit einer eigenen Liste erfolglos bei den Wahlen zur Knesset im gleichen Jahr an. Später trat sie der Likud-Partei bei und wurde am 10. Dezember 2005 als Nachrückerin Abgeordnete der Knesset. Bei der darauffolgenden Wahlen zur Knesset am 28. März 2006 erreichte sie nicht die erforderliche Stimmenanzahl zur Wiederwahl.
Rosenblum war mit Moshe Haim verheiratet. Mit ihm adoptierte sie zwei Kinder.

## Diskografie

### Singles (Auswahl)
- 1983: Tamid Isha
- 1984: וידוי אישי
- 1984: קיץ של אהבה (mit Ilan Ben-Shahar)

## Filmografie
- Kasach (1984)
- Am Yisrael Hai (1981)
- Lo LeShidur (1981)
- Diamante Lobo (1976)
- Malkat HaKvish (1971)